# Levidorum scotiarum
Levidorum scotiarum är en ringmaskart som beskrevs av Hartman 1967. Levidorum scotiarum ingår i släktet Levidorum och familjen Levidoridae. Inga underarter finns listade i Catalogue of Life.